# Copan (Oklahoma)
Copan est une ville du comté de Washington, dans l'État d'Oklahoma, aux États-Unis,. En 2010, elle compte une population de 733 habitants.

## Démographie
Lors du recensement de 2010, la ville comptait une population de 733 habitants, tandis qu'en 2019, elle est estimée à 737 habitants.